# Рахівник
Рахівник — молодший бухгалтер або помічник бухгалтера, що виконує первинні, допоміжні функції бухгалтерського обліку. Тепер термін хоч і не є архаїзмом, проте як назва професії майже не вживається.

## Відмінність від бухгалтера
Прийнято вважати, що терміни рахівник і бухгалтер позначають одну й ту ж професію і є синонімічними парами за типом льотчик/пілот або літак/аероплан, де перше слово чисто російського походження, а друге запозичене з іноземних мов, у даному випадку (нім. Buchhalter від buch — книга, halter — тримач) за часів реформ Петра Великого. Однак, всупереч поширеній думку, ці терміни не є синонімами.
Якщо проводити аналогії з медициною, то бухгалтер — це доктор, а рахівник — це фельдшер. Пересічні рахівники співвідносилися з бухгалтерами приблизно так само, як рядові кухаря співвідносяться з шеф-кухарем, або рядові палатні медсестри зі старшою медичною сестрою. Тобто виконувані функції практично одні і ті ж, однак бухгалтер, на відміну від рядового рахівника, володіє більш високою кваліфікацією.

## Функції рахівника
Згідно зі «Словником бухгалтерських термінів» у рахівника в порівнянні з бухгалтером коло професійних функцій. Його функції обмежуються в основному реєстрацією операцій в журналі і внесенням проводок у бухгалтерський регістр.
Згідно з «Великому бухгалтерському словнику» рахівник це працівник бухгалтерії, в посадові обов'язки якого входить виконання під безпосереднім керівництвом бухгалтера роботи із заповнення облікових регістрів і таблиць на підставі даних первинних документів (вимог на матеріали, нарядом на відрядні роботи та ін). Рахівник здійснює також реєстрацію бухгалтерських проводок і рознесення їх за рахунками, проводить нескладні розрахунки за окремими ділянками бухгалтерського обліку, приймає і контролює правильність оформлення первинних документів, готує їх до рахункової обробки, а також для складання встановленої бухгалтерської звітності. Бере участь у здійсненні заходів, спрямованих на зміцнення господарського розрахунку.

## Рахівники в колгоспах
Якщо колгосп був великим, то правління приймало на роботу не рахівника, а повноцінного бухгалтера.
У списку кваліфікацій профшкіл бухгалтерів колгоспного обліку зазначені такі професії через кому: інструктор-бухгалтер, бухгалтер колгоспу, рахівник колгоспу.